# Thymaris
Thymaris (лат. , от др.-греч. θῡμᾱρής «приятный сердцу») — род наездников из семейства Ichneumonidae (подсемейство Tryphoninae). Распространены широко. Известно около 20 видов.

## Описание
Мелкие или средних размеров наездники, длина тела в среднем 2—7 мм.

## Список видов
В составе рода:
- Thymaris collaris (Thomson, 1883)
- Thymaris contaminatus (Gravenhorst, 1829)
- Thymaris niger (Taschenberg, 1865)
- Thymaris srikem Fitton & Ficken, 1990
- Thymaris tener (Gravenhorst, 1829)